# Saint-Martin-du-Manoir
Saint-Martin-du-Manoir é uma comuna francesa na região administrativa da Normandia, no departamento de Sena Marítimo. Estende-se por uma área de 5,14 km². Em 2010 a comuna tinha 1 524 habitantes (densidade: 296,5 hab./km²).